# Momoe
Momoe (ou Momo) est un village du Cameroun situé dans le département du Noun et la Région de l'Ouest, sur la rive gauche du Noun. Il fait partie de l'arrondissement de Foumbot.

## Population
En 1966, la localité compte 690 habitants, principalement Bamiléké et Bamoun. Lors du recensement de 2005, on y  dénombre 770 personnes.

## Infrastructures
Momoe dispose d'une école publique.